# سام کولر
سام کولر (انگلیسی: Sam Cowler؛ زادهٔ ۲۶ اکتبر ۱۹۹۲) بازیکن فوتبال اهل بریتانیا است.
از باشگاه‌هایی که در آن بازی کرده‌است می‌توان به باشگاه فوتبال برایتلینگسی ریجینت، باشگاه فوتبال یئوویل تاون، باشگاه فوتبال بیشاپس استورتفورد، باشگاه فوتبال هیبریج، باشگاه فوتبال وستهام یونایتد، باشگاه فوتبال بارنت، و باشگاه فوتبال وایکام واندررز اشاره کرد.